# Boronia scabra
Boronia scabra är en vinruteväxtart. Boronia scabra ingår i släktet Boronia och familjen vinruteväxter.

## Underarter
Arten delas in i följande underarter:
- B. s. attenuata
- B. s. condensata
- B. s. scabra